# Acronia
Acronia – rodzaj chrząszczy z rodziny kózkowatych i podrodziny zgrzypikowych. 

## Zasięg występowania
Przedstawiciele tego rodzaju występują na Filipinach.

## Systematyka
Do Acronia należy 17 gatunków:
- Acronia gloriosa
- Acronia layroni
- Acronia luzonica
- Acronia marifelipeae
- Acronia nigra
- Acronia paulsi
- Acronia perelegans
- Acronia pretiosa
- Acronia principalis
- Acronia pulchella
- Acronia roseolata
- Acronia strasseni
- Acronia streicsi
- Acronia superba
- Acronia teterevi
- Acronia vizcayana
- Acronia ysmaeli